# NK Aluminij
Maillots
Le NK Aluminij est un club de football slovène basé à Kidričevo.

## Historique
Le NK Alununij est finaliste de la Coupe de Slovénie en 2002. Le club joue en 2012-2013 pour la première fois en première division slovène.

## Palmarès
- Coupe de Slovénie
  - Finaliste : 2002 et 2018